# Paul Calderón
Paul Calderón (Puerto Rico, 1959) is een Puerto Ricaans/Amerikaans acteur en filmproducent. 

## Biografie
Calderón werd geboren in Puerto Rico, en op zesjarige leeftijd verhuisde hij met zijn familie naar New York. Na zijn studietijd nam hij dienst in de United States Army en heeft gediend bij de infanterie overzee. Na zijn terugkeer naar New York besloot hij om acteur te worden en begon met acteren in het theater, zo heeft hij gespeeld in toneelstukken zoals Blade to the Heat, Requiem For A Heavyweight, Divine Horseman, Troilus and Cressida. Hij heeft ook gespeeld op Broadway en was de tegenspeler van Robert De Niro in het 'toneelstuk Cuba and His Teddy Bear.
Calderón begon in 1985 met acteren voor televisie in de film Tenement. Hierna heeft hij nog meerdere rollen gespeeld in films en televisieseries zoals Sticky Fingers (1988), Sea of Love (1989), The Firm (1993), Pulp Fiction (1994), Cop Land (1997), Oxygen (1999), 21 Grams (2003), en The Sentinel.

## Filmografie

### Films
Selectie:
- 2008 Pistol Whipped – als Blue
- 2006 The Sentinel – als onderdirecteur Cortes
- 2003 21 Grams – als Brown
- 2000 Bait – als officier
- 2000 Girlfight – als Sandro Guzman
- 1999 Oxygen – als detective Jesse
- 1998 One Tough Cop – als sergeant Diaz
- 1998 Out of Sight – als Raymond Cruz
- 1997 Cop Land – als Hector
- 1995 Four Rooms – als Norman
- 1995 Clockers – als Jesus in Hambones
- 1995 Condition Red – als Angel Delgado
- 1995 Kiss of Death – als undercover FBI agent
- 1995 The Addiction – als professor
- 1994 Pulp Fiction – als Paul / Engelse Bob
- 1993 The Firm – als Thomas Richie
- 1992 Bad Lieutenant – als politieagent
- 1990 King of New York – als Joey Dalesio
- 1990 Q & A – als Roger Montalvo
- 1989 Sea of Love – als Serafino
- 1989 Penn & Teller Get Killed – als Juan
- 1988 Sticky Fingers – als Speed
- 1986 Rockabye – als straatverkoper

### Televisieseries
Uitgezonderd eenmalige gastrollen.
- 2025 Ironheart - als Arthur Robbins - 4 afl.
- 2023 Justified: City Primeval - als Raymond Cruz - 2 afl.
- 2022 - 2023 East New York - als pastoor Frank - 2 afl.
- 2017 - 2021 Bosch - als rechercheur Jimmy Robertson - 30 afl.
- 2016 Fear the Walking Dead - als Alejandro Nuñez - 6 afl.
- 2012 - 2016 Blue Bloods - als Martin Perez - 2 afl.
- 2013 - 2014 Water with Lemon - als Pops - 6 afl.
- 2014 Boardwalk Empire - als Arquimedes - 7 afl.
- 2013 Hostages - als Stan Hoffman - 6 afl.
- 1998 One Life to Live – als agent Del Delgado - ? afl.
- 1995 The Wright Verdicts – als rechercheur Badillo – 2 afl.
- 1989 Dream Street - als Ruben Fundora - ? afl.

### Filmproducent
- 2016 The Strike - film
- 2009 Dancing with the Spirits - film
- 2009 Grand Slammed – film

- Biblioteca Nacional de España: XX1260655
- Bibliothèque nationale de France: cb14056302q (data)
- International Standard Name Identifier: 0000 0000 5938 306X
- Library of Congress Control Number: n2015059564
- Nationale Bibliotheek van Tsjechië: xx0212021
- Nationale Bibliotheek van Israël: 987012938876605171
- SNAC: w68s7bm3
- Système universitaire de documentation: 090411609
- Virtual International Authority File: 56813520